# Manuel Jiménez Vera
Manuel Jiménez Vera, llamado «Chicuelo» (Sevilla, 1879-1907), fue un torero español.

## Presentación
Manuel Jiménez Vera fue el fundador de una dinastía de toreros que utilizaron el mismo sobrenombre, comenzando por su hijo, Manuel Jiménez Moreno, «Chicuelo», criado a la muerte de su padre, cuando solo tenía cinco años, por una tía casada con un banderillero, y que dio su nombre a un lance de capote, la chicuelina. Muerto de tuberculosis tras una breve carrera, desde muy joven dio muestras de unas cualidades para las que no dispuso de tiempo ni de voluntad para desarrollar. Su hijo hubiera debido ser conocido como Chicuelo II, pero el sobrenombre fue usado por un torero  manchego: Manuel Jiménez Díaz, «Chicuelo II»

## Carrera
Tras un aprendizaje con Rafael Gómez Ortega, «el Gallo», y Manuel Molina, se presentó como novillero en Valencia el 3 de septiembre de 1889. El mismo año se presentó en Madrid, en novillada con picadores, en compañía de Saleri II y de Revertito. Poco después, con Juan Domínguez, «Pulguita Chico», tuvo una tarde triunfal. Pero el día de su alternativa recibió tres avisos y no pudo matar a su toro. Como resultado de este fracaso, sobrevivió toreando en plazas de segunda categoría y, aunque no le faltaron algunos triunfos en Barcelona, México o Caracas, donde era muy querido, no alcanzó el reconocimiento de Madrid ni pasar de las veinte o treinta corridas anuales. Su última aparición en un ruedo tuvo lugar en Valencia el 17 de julio de 1906. Falleció año y medio más tarde a causa de la tuberculosis.